# Friedrich Stockinger (Politiker, 1894)

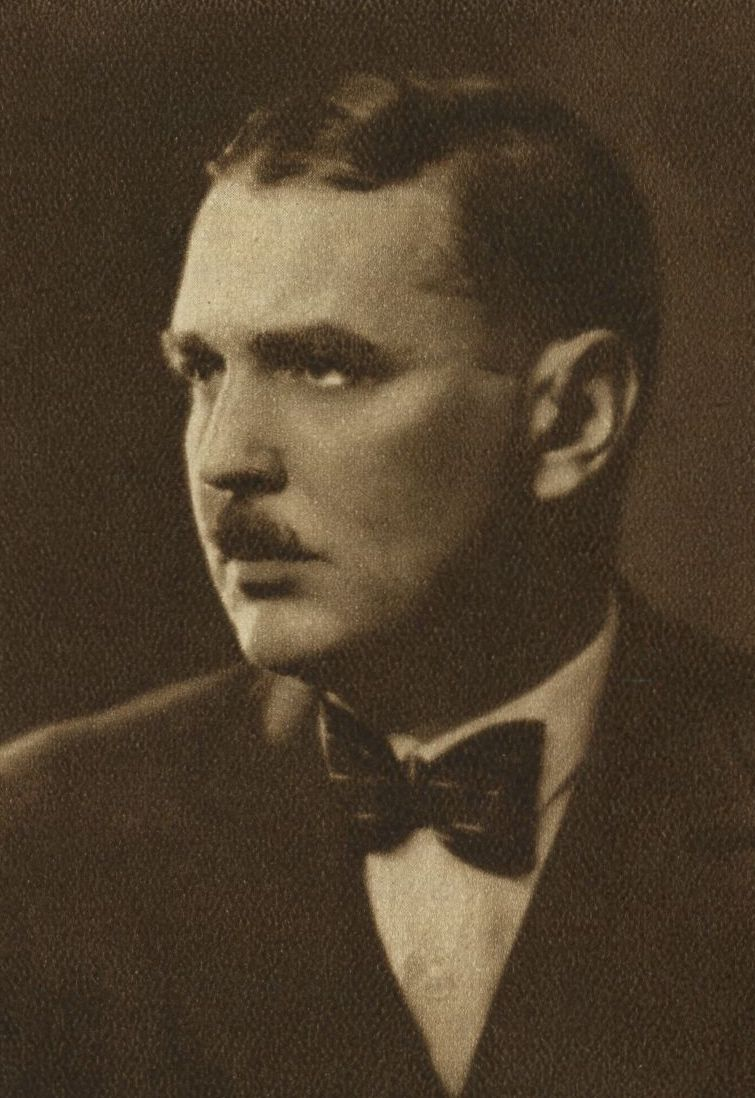
Friedrich Stockinger, um 1934

Friedrich «Fritz» Stockinger (geboren 22. September 1894 in Wien, Österreich-Ungarn; gestorben 20. August 1968 in Toronto, Kanada) war ein österreichischer Politiker (CS/VF).

## Leben
Friedrich Stockinger war ein Sohn des Kaufmanns Michael Stockinger. Er begann ein Hochbaustudium an der TH Wien. Im Ersten Weltkrieg war er Frontoffizier. Nach Kriegsende besuchte er einen Abiturientenkurs der Wiener Handelsakademie und trat in das Unternehmen seines Schwiegervaters, Johann Gabler Gemischtwarenhandel (Mariahilfer Straße 192), ein, dessen Alleingesellschafter er mit 1. Juni 1923 wurde; mit 9. August 1929 wurde er Alleininhaber des Gemischtwarenhandels Vinz(enz) Wagner (Wien, II., Schmelzgasse 3).
Stockinger gehörte der Christlichsozialen Partei (CS) an, mit der Eingliederung der CS 1934 wurde er Mitglied der Vaterländischen Front (VF).
Kommerzialrat Stockinger, Präsident des Verbandes der Lebensmittelgroßhändler Österreichs, war (als an Jahren jüngstes Mitglied) in der Regierung Dollfuß vom 10. Mai 1933 bis zum 3. November 1936 Bundesminister für Handel und Verkehr. 1934 wurde er vom Bundeskanzler zum Führer des österreichischen Gewerbes ernannt. Bei der Neubildung der Regierung wurde er am 3. November 1936 von Wilhelm Taucher (1892–1962) abgelöst.
Fritz Stockinger war ein persönlicher Freund von Engelbert Dollfuß. Dollfuß, der sich in Italien zur Unterzeichnung der Römischen Protokolle befand, autorisierte Stockinger zu Verhandlungen mit dem gemäßigten Nationalsozialisten Anton Reithmüller, um die angespannte politische Situation im Frühjahr 1934 zu klären.
Von 1936 bis 1938 Präsident der Verwaltungskommission der Bundesbahnen Österreichs, wurde Stockinger noch vor dem Umbruch flüchtig und war unbekannten Aufenthalts. Ab 29. April 1938 wurde per Edikt des Exekutionsgerichts die Eintreibung einer (Steuer-)Schuld von über 43.352 Schilling öffentlich ausgeschrieben (Wiener Zeitung). Im Zusammenhang mit dieser Affäre wurde in Druckmedien ausführlich über Stockingers angebliche Malversationen während der Zeit seiner Ministerschaft berichtet: Im Mittelpunkt der Vorwürde stand die Begünstigung seines eigenen Unternehmens sowie der von Freunden. Kurze Zeit später reichte die Ehefrau, Marie Stockinger geb. Gabler, die Klage auf Scheidung der 1919 geschlossenen Ehe ein. Begründung: lieblose Behandlung und boshaftes Verlassen. Der Klage wurde im Juli des Jahres stattgegeben und der abwesende Geschiedene zu 500 Reichsmark monatlicher Alimentation verurteilt.
Ab 1938 in Kanada, vertrat er während des Zweiten Weltkriegs inoffiziell österreichische Interessen. 1955 wurde er österreichischer Handelsdelegierter in Kanada.
Er war ab 1912 Mitglied der katholischen Studentenverbindung KÖHV Franco-Bavaria Wien im ÖCV, dessen Philistersenior von 1934 bis zur Auflösung 1938. Später wurde er noch Mitglied der ÖCV-Verbindungen KDStV Pflug Wien, KAV Bajuvaria Wien, KÖStV Rudolfina Wien, KÖHV Amelungia Wien und KHV Welfia Klosterneuburg.

## Auszeichnungen, Ehrungen, Preise
- 1934: Großkreuz des Nordstern-Ordens[7]
- 1935: Großkreuz des Ordens der Krone von Rumänien[8]
- 1936: Großkreuz I. Klasse des österreichischen Verdienstordens[9]
- o. J.: Ehrenbürgerrecht der Stadt Laa an der Thaya (aberkannt mit Beschluss vom 22. März 1938 des Nationalsozialistischen Gemeinderats)